# 川口市立芝西中学校
川口市立芝西中学校（かわぐちしりつ しばにしちゅうがっこう）は、埼玉県川口市芝塚原に本校がある公立中学校。

## 概要
川口市は公立学校選択制を取り入れているが、川口市教育委員会の方針によって2014年度の新入生より学区外からの通学でも自転車通学は禁止になった。
2019年4月には、2018年3月閉校した川口市立県陽高等学校に、埼玉県内初の公立夜間中学「川口市立芝西中学校陽春分校」 として開校した。2年後の2021年4月には川口市立芝園小学校跡地に建設される新校舎に移転する予定だったが、建設予定地の土壌汚染調査を行うために2年延期し、汚染がわかったため、さらに1年延び、当初予定より3年遅れて2024年4月からとなった。

## 沿革
- 1971年4月1日 - 川口市立芝中学校を分離して川口市立芝西中学校として設立[6]
- 2013年 - 川口市立芝園中学校（1978年開校）を統合[7]
- 2019年4月 - 埼玉県内初の夜間中学「川口市立芝西中学校陽春分校」開校

## 教育目標
- 「豊かな心を持ち、たくましく生きる生徒」[8]

## 部活動

### 運動部
- バレーボール部（女子）
- バスケットボール部（男女）
- ソフトテニス部（男女）
- 野球部（男女）
- サッカー部（男女）
- 柔道部（男女）
- 体操部（男女）
- 新体操部（女子）
- 卓球部（男女）
- 剣道部（男女）
- 陸上部（男女）
- 水泳部[9]

### 文化部
- 総合文化部（男女）
- 美術部（男女）
- 生物育成部（男女）
- 囲碁将棋部（男女）[9]

## 通学区域
本校 
- 小谷場 - 一部
- 芝 - 一部
- 芝樋ノ爪1丁目 - 全域
- 芝樋ノ爪2丁目 - 全域
- 芝塚原1丁目 - 一部
- 芝塚原2丁目 - 一部
- 芝西1丁目 - 一部
- 芝富士1丁目 - 全域
- 芝富士2丁目 - 全域
- 芝園町 - 全域

陽春分校
- 埼玉県全域[11]

## 卒業生
- KeNNy - 元プロゲーマー（統合前の川口市立芝園中学校卒業）
- 金田優太（千葉ロッテマリーンズ）